# اشتات‌آلندورف
شهر اشتات‌آلندورف (به آلمانی: Stadtallendorf) در ایالت هسن در کشور آلمان واقع شده‌است.

## نگارخانه

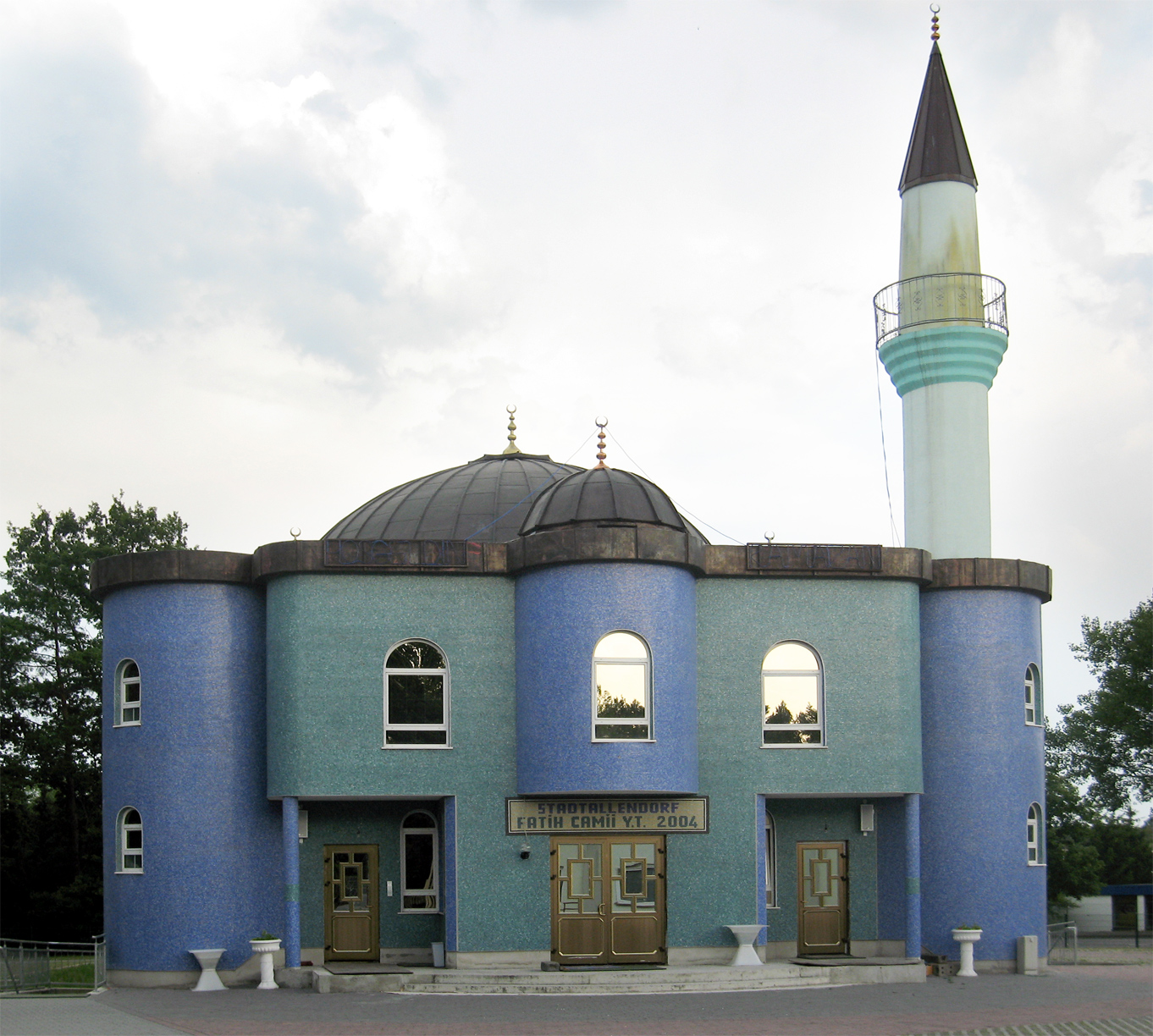
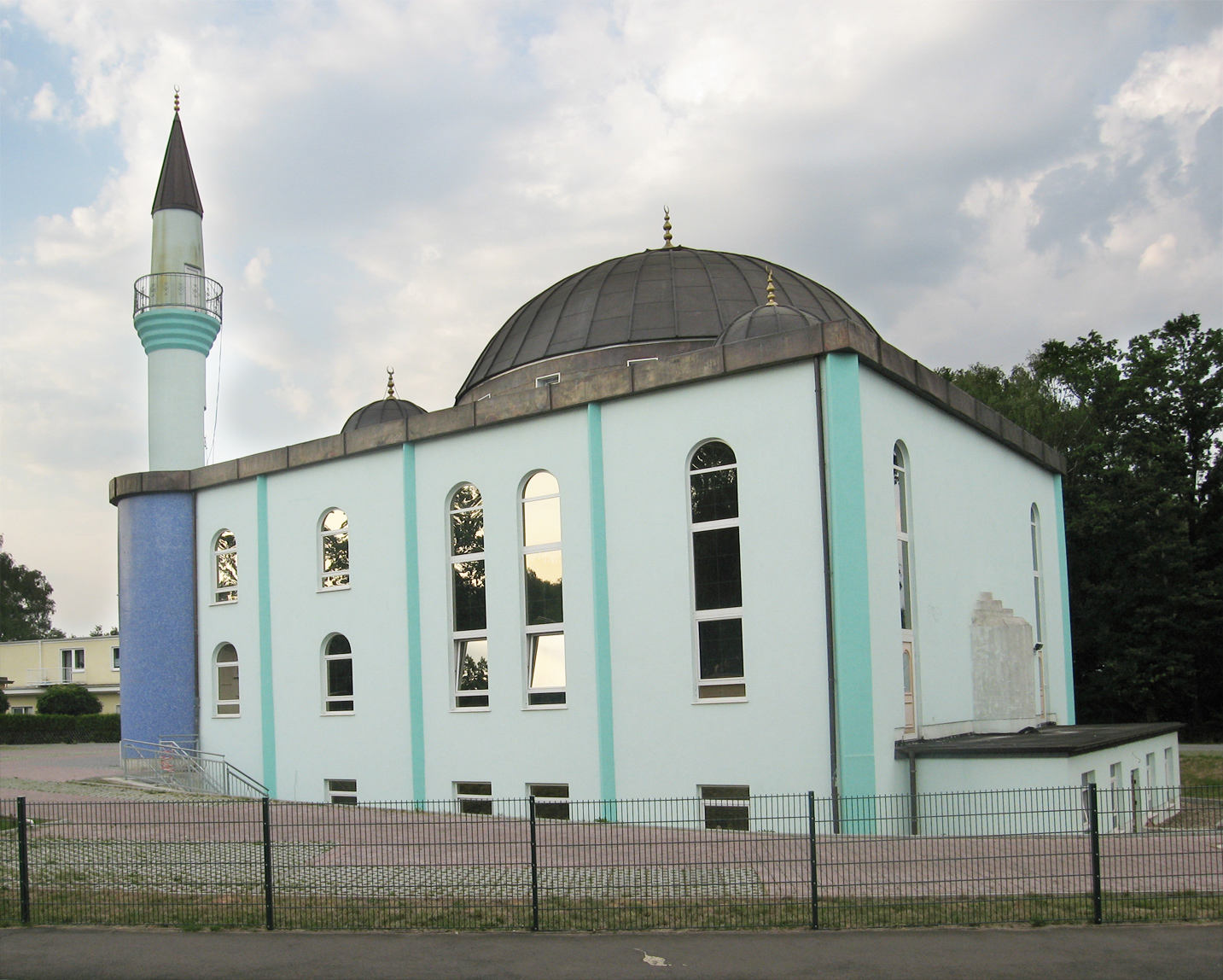
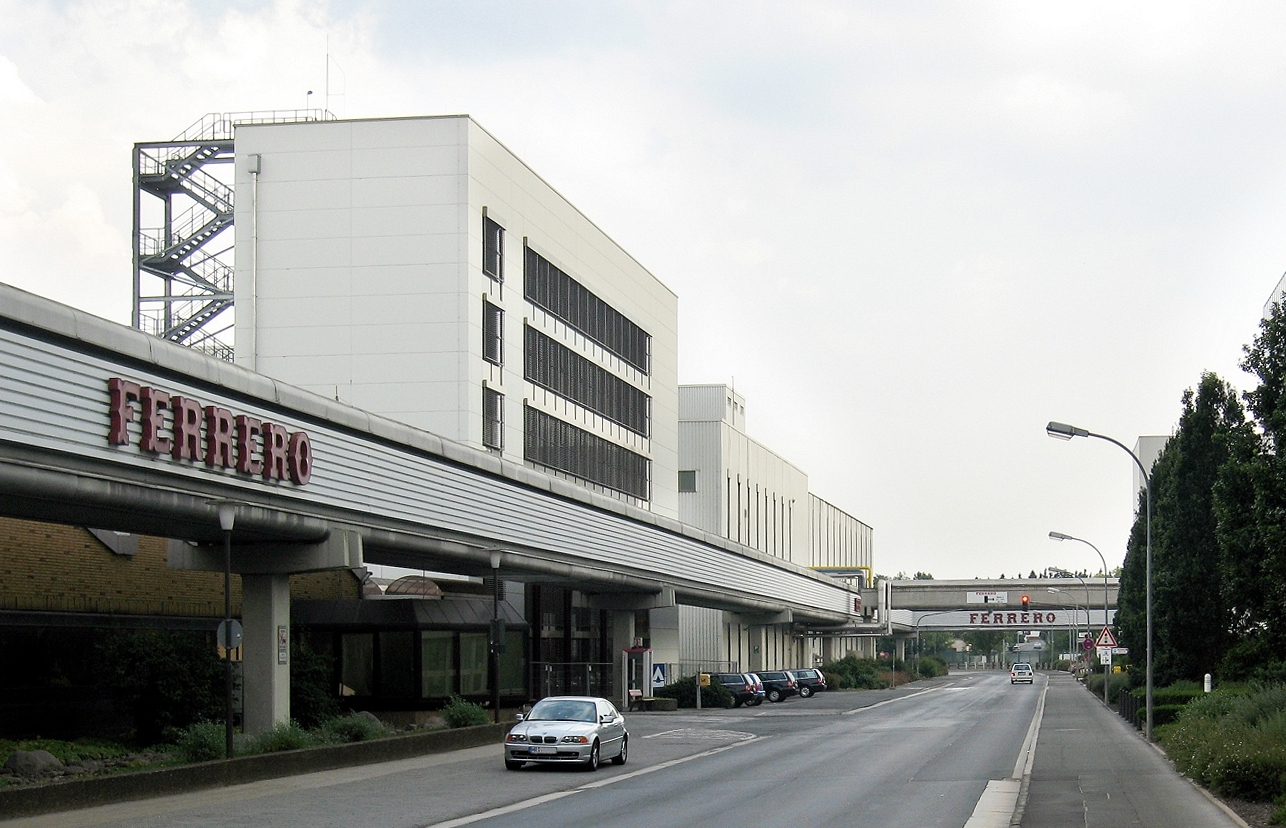